# ラティーノ
ラティーノ（Latino）およびその女性形であるラティーナ（Latina）は、ラテンアメリカと文化的つながりを持つアメリカ大陸の人々を指すものとして、英語やスペイン語、ポルトガル語で頻繁に使われる名詞および形容詞である。
またラテン（フランス、イタリア、スペイン、ポルトガルなどのラテン・ヨーロッパ）諸国のうちの一つであるイタリアの地名にラティーナがあるので混同しないよう注意して使う必要がある。
稀に、ラテンアメリカと文化的特徴を多く分かちあっているフィリピン人を指す言葉としても使われる。これは、フィリピンがスペインやアメリカによる統治を受けたことによるものであるが、一般的にはフィリピン人は東南アジア人として分類される。
この言葉の定義と使われ方は、アメリカ合衆国のラティーノ・コミュニティによって、いくつかバリエーションがある。さまざまな政府系機関、特に米国国勢調査局には「ラティーノ」という言葉に独自の定義があり、それがコミュニティにおける使われ方に沿う場合と沿わない場合がある。
これらの機関では、スペイン人という意味合いを含む「ヒスパニック」という言葉を採用し「ラティーノ」はそれを含まないとされている。「ラティーノ」という言葉の意味合いから「フランス系、イタリア系も含めないとおかしいのでは？」という議論もあるためだ。
21世紀にはいって、ラティーノおよびラティーナにかわってジェンダー・ニュートラルなLatinxという呼び名も使用されるようになってきている。この語は2018年にメリアム＝ウェブスターの辞典に追加され、2019年にはオックスフォード英語辞典にも追加された。

## 歴史
ラティーノという言葉は、アメリカ合衆国におけるスペイン語からの借用語である（『オックスフォード・オンライン辞典』によると、起源はラテンアメリカ系スペイン語となっている）。その起源は一般的に、ラテンアメリカを意味するスペイン語である「ラティーノアメリカーノ」 (latinoamericano) の略語とされている。『オックスフォード英語辞典』では、その使用法は1946年にまでさかのぼる。
「ラテンアメリカ」は、19世紀中ごろにフランスの南米人によって最初に作られた言葉である。1860年代にフランスがメキシコ出兵した際に、フランス人によってAmérique latine（ラテン系アメリカ人）として採用された。
1850年代後半までに「ラティーノ」という言葉は、カリフォルニア州の地方新聞、例えばカリフォルニオ（カリフォルニア在住ヒスパニック）による El Clamor Publico で「アメリカ・ラティーナ」や「ラティーノアメリカ」に関して書く際に使用され、「hemispheric membership in la raza latina」の省略形が「ラティーノ」であると認識された。